# Heber Jentzsch
Heber Carl Jentzsch (* 30. November 1935 in Salt Lake City, Utah) war von 1982 bis etwa 2004 „Präsident“ der Scientology-Kirche. Als Träger dieses Titels hatte er allerdings nie die tatsächliche Führung von Scientology inne, die nach dem Tod des Gründers L. Ron Hubbard 1986 an David Miscavige überging.

## Werdegang
Heber Jentzsch wuchs auf in einer Familie von Mormonen. Sein Vater hatte mit acht Frauen 52 Kinder. Heber ist benannt nach Heber C. Kimball (1801–1868), Apostel der Kirche Christi. Von den Mormonen wurde er 1955 ausgeschlossen. Er studierte an der University of Utah und erlangte dort 1959 einen Abschluss in Kommunikationswissenschaften. 1967 trat er in die Scientology-Kirche ein, wurde in den 1970er Jahren deren Pressesprecher und 1982 deren Präsident. Ab etwa 2004 ist er in dieser Funktion nicht mehr öffentlich aufgetreten.
Nach Aussagen des Scientology-Aussteigers Mike Rinder wurde Jentzsch in der Folgezeit vom Scientology-Anführer David Miscavige geschlagen und gedemütigt. Er ist in der Scientology Int. Base in einem speziellen Straflager für Führungskräfte eingesperrt und lebt dort seit etwa 2006 unter erbärmlichen Umständen. Seine ehemalige Ehefrau Karen de la Carriere, mit der er von 1978 bis 1988 verheiratet war und die 2010 aus der Scientology-Kirche austrat, bestätigte diese Aussagen. Ein Scientology-Anwalt hingegen widersprach Rinders Darstellung: Jentzsch lebe und arbeite in Einrichtungen der Kirche, lediglich aufgrund seines Alters trete er seltener öffentlich auf als in der Vergangenheit.
Hebers einziger Sohn Alexander Jentzsch starb 2012 im Alter von 27 Jahren unter ungeklärten Umständen.

## Publikationen
- Heber Jentzsch: "Liberty, Equality, Intolerance", Los Angeles Times 21. April 2000 (englisch).
- Heber Jentzsch: "German Scientologists" (letter to the Editor), New York Times 25. Februar 1998 (englisch).